# Jíloviště
Obec Jíloviště se nachází v okrese Praha-západ, kraj Středočeský, na severním zakončení brdských Hřebenů. Původní vesnice byla založena ve 14. století zbraslavským klášterem, její historie byla dvakrát přerušena zničením. V letech 1875–1920 byla obec Jíloviště spojená se sousední Trnovou. Převážnou část území obce tvoří lesy na úbočích hřebene k Berounce i Vltavě, samotná ves není velká. Žije zde 709 obyvatel.
Charakter vesnici dává především průtah silnice I. třídy č. 4, která od Jíloviště na jih má status dálnice D4. Veřejnou dopravu zajišťují linky Pražské integrované dopravy na trase Praha-Smíchov – Mníšek pod Brdy, některé spoje v Jílovišti končí nebo odbočují na Trnovou.
Obec má vlastní mateřskou školu a vysvěcenou kapli Sv. Floriána. V obci se nachází 4 restaurace – Motorest, Grill restaurant Pod lesem, Tři bratři a Hotel Palace Cinema. Je zde  obchůdek se smíšeným zbožím. V obci je cukrárna – pekárna Stáňa. V obci jsou dva menší zámečky, ve skutečnosti hotely a vily z počátku 20. století, nejsou však veřejně přístupné. V obci se nachází fotbalové hřiště, veřejné sportoviště s parkovacím prostorem a Dětské hřiště, je zde celní škola, ředitelství celních škol, pošta, dva hotely, jezdecký areál a sbor dobrovolných hasičů, který zde působí od roku 1937.

## Historie

### Do husitských válek
První písemná zmínka o obci je údajně z roku 1319. Podle Čornejové byla obec založena cisterciáckým zbraslavským klášterem mezi rokem 1342 (urbář, tedy seznam poplatných vesnic, zbraslavského kláštera Jíloviště v tomto roce ještě neuvádí) a rokem 1347, z něhož pochází první písemná zpráva zmiňující Jíloviště (zpráva, že zdejší rychtář Vavřinec, pravděpodobně lokátor (zakladatel vsi), prodal klášteru plat z jílovišťské rychty a krčmy).
Vesnice leží na trase historické obchodní Zlaté stezky, kterou využívali obchodníci, vojska i poutnická procesí. Začátkem 15. století měla obec asi 12 až 15 usedlostí.
Nejstarší dochovaná zmínka o kostele sv. Václava v Jílovišti pochází z roku 1357. Byl už ve 14. století farním kostelem, patřil do ořešského děkanátu. Za husitské revoluce, někdy po roce 1419, kostel zanikl. Roku 1420 padl i zbraslavský klášter a jeho panství. Ves Jíloviště společně s Dobřichovicemi získal Zikmund Bolechovec z Pušperka, přívrženec císaře Zikmunda.

### Do třicetileté války
Za vlády Jagellonců bylo území navráceno klášteru, Jíloviště je však před polovinou 16. století uváděno jako „ves pustá“. V roce 1587 mělo opět devět usedlostí.
Ve druhé polovině 16. století a začátkem 17. století byly vlivem intenzivní těžby dřeva a rozvoje zemědělství vymýceny zdejší dubiny a bučiny a narušen původní charakter lesů.
Za třicetileté války, zřejmě již v roce 1639 švédskými vojsky, byla vesnice opět zásadně poškozena, nejspíše úplně zničena. V roce 1649 v soupisu klášterních statků opět není Jíloviště zmiňováno.

### Od třicetileté války
V druhé polovině 17. století se o Jílovišti zmiňuje několik dokumentů: Soupis podaných podle víry uvádí 47 obyvatel. Berní rula uvádí dva sedláky, čtyři pustá selská stavení a dvě pusté chalupy. Gruntovnice (pozemkové knihy) z let 1653–1656 uvádějí pusté chalupy a spáleniště. V roce 1696 byla obnovena fara a škola v Líšnici, k níž bylo Jíloviště přifařeno. V Tereziánském katastru (1756–1757) je zmiňována nízká kvalita zdejší půdy. V roce 1777 uvádí přehled robot 23 stavení v Jílovišti. Josefinský katastr (1785) uvádí, že obyvatelstvo oblasti bylo výlučně české, a zmiňuje pomístní názvy.
Roku 1785 byl zrušen zbraslavský klášter, jeho panství roku 1801 přešlo na náboženský fond. Roku 1825 koupil celé panství hrabě Bedřich Jindřich Öettinger-Wallerstein, po něm panství převzala jeho choť a následně syn. Území bylo využíváno pro těžbu dřeva a jako honitba.

### Obec Jíloviště

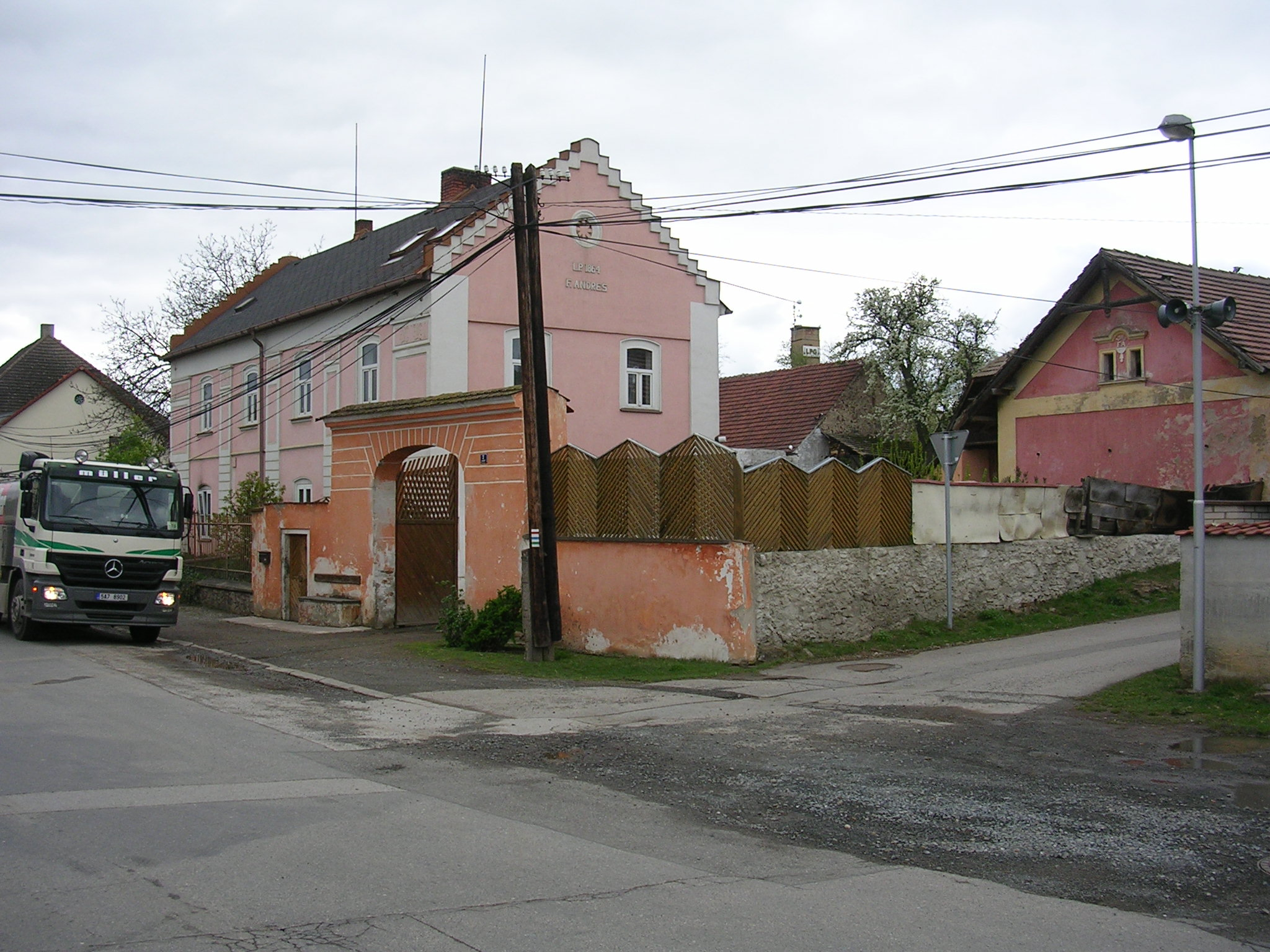
Jíloviště: křižovatka Pražská – Na Blatech

Při reformě veřejné správy po roce 1848 byla zřízena samostatná obec Jíloviště s vlastní samosprávou. Prvním starostou byl František Andres. V roce 1890 založil obecní kroniku. Ves, které dosud měla užší vazby k Podbrdsku, byla zařazena do politického okresu smíchovského a soudního okresu zbraslavského. František Andres patřil k jednomu z nejmajetnějších rodů v Jílovišti a byl nejen dlouholetým starostou a kronikářem, ale také hostinským v hospodě U Andresů a velkým patriotem. Zemřel v roce 1905, hostinec od něj už v roce 1900 převzal jeho stejnojmenný syn František. Ten tragicky zahynul dne 9. května 1945 rukou ustupujících okupantů.
Od roku 1829 spadalo Jíloviště pod školu v Trnové, v roce 1875 byly obě obce, tehdy podobně velké, sloučeny a zároveň bylo Jíloviště přifařeno ke kostelu sv. Ducha v Trnové. V roce 1920 byly tyto vsi znovu rozděleny do samostatných obcí.
Od začátku 20. století počet obyvatel Jíloviště pomalu klesal. Obec se však stala prestižním rekreačním místem. V letech 1921–1922 byl v centru vsi postaven v renesančním stylu hotel Hubertus, označovaný za „zámek Jíloviště“; v roce 1926 byl v západní části vsi postaven hotel Palace (dnes Cinema Palace Hotel). Vily si zde postavili pražští primátoři Karel Baxa a Petr Zenkl. Zároveň vznikaly rozsáhlé chatové osady, zpočátku v trampském stylu, po druhé světové válce v chatařském. V sousedství hotelu Palace je areál celní školy. V roce 1930 byla do Jíloviště zavedena elektřina.
Od roku 1908 je Jíloviště cílovým místem tradičního automobilového závodu do vrchu ze Zbraslavi.
V roce 1928 byla silnice ze Zbraslavi do Jíloviště rekonstruována. V sedmdesátých letech 20. století byl tranzitní provoz silnice I/4 převeden na novou, rychlostní komunikaci po západním okraji obce (původní trasa pražsko-příbramské cesty přes Jíloviště odpovídá dnešním ulicím Pražská a Klínecká). Protože však od Baní přes Cukrák není souběžně vedena doprovodná komunikace, nemá silnice v úseku Lahovice – Jíloviště status silnice pro motorová vozidla.
Od roku 1992 vydává obec časopis Zvonice, pojmenovaný podle místního názvu okolí bývalého kostela sv. Václava

### Územněsprávní začlenění
Dějiny územněsprávního začleňování zahrnují období od roku 1850 do současnosti. V chronologickém přehledu je uvedena územně administrativní příslušnost obce v roce, kdy ke změně došlo:
- 1850 země česká, kraj Praha, politický okres Smíchov, soudní okres Zbraslav[9]
- 1855 země česká, kraj Praha, soudní okres Zbraslav
- 1868 země česká, politický okres Smíchov, soudní okres Zbraslav
- 1927 země česká, politický okres Praha-venkov, soudní okres Zbraslav[10]
- 1939 země česká, Oberlandrat Praha, politický okres Praha-venkov, soudní okres Zbraslav[11]
- 1942 země česká, Oberlandrat Praha, politický okres Praha-venkov-jih, soudní okres Zbraslav[12]
- 1945 země česká, správní okres Praha-venkov-jih, soudní okres Zbraslav[13]
- 1949 Pražský kraj, okres Praha-jih[14]
- 1960 Středočeský kraj, okres Praha-západ
- 2003 Středočeský kraj, obec s rozšířenou působností Černošice

### Rok 1932
V obci Jíloviště (254 obyvatel) byly v roce 1932 evidovány tyto živnosti a obchody: autodílna, autodoprava, družstvo pro rozvod elektrické energie v Jílovišti, 3 hostince, hotel, krejčí, 2 obuvníci, pekař, 8 rolníků, řezník, 3 obchody se smíšeným zbožím, trafika, zahradnictví.

## Území obce

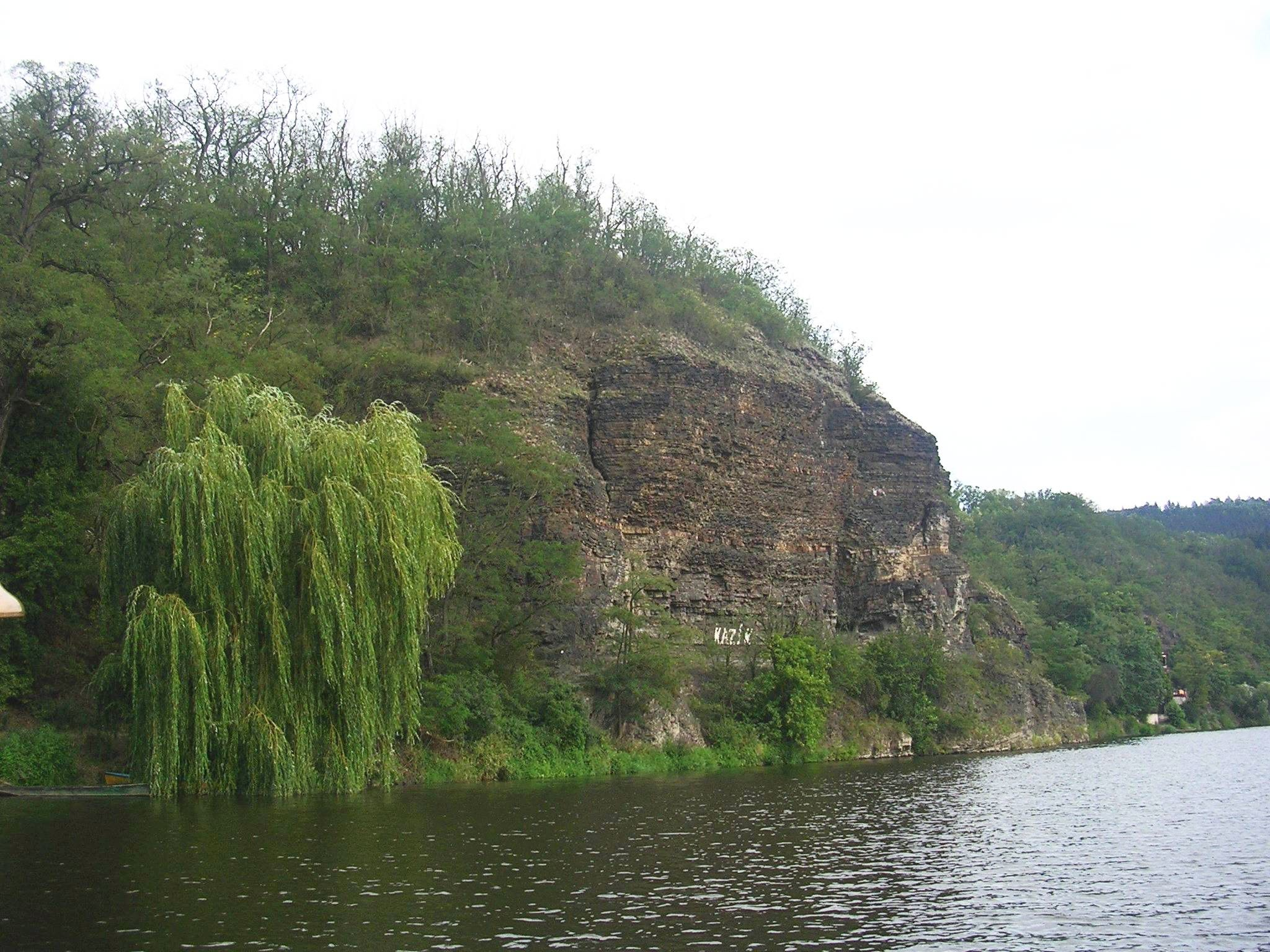
Kazín

Do katastrálního území obce patří rozsáhlé přírodní území (převážně zalesněné) na svazích k údolím Vltavy na východě a Berounky na západě, jehož část se nazývá Jílovišťský les. Na jihozápadě tvoří hranici katastrálního území údolí Všenorského potoka. V okolí je hustá síť turistického značení.
S územím Jíloviště sousedí obce Černošice, Všenory, Černolice, Líšnice, Klínec, Trnová a pražské čtvrti Zbraslav (osadami Strnady a Baně) a Lipence (chatovými osadami Kazín a Údolí Hvězd).
Na hřebeni se nachází vrch Kopanina (411 m n. m.) s rozhlasovým a televizním vysílačem Cukrák. Poblíž zbraslavských Baní je vrchol Na Beránku (364 m n. m.), u Trnové vrchol Míchov (380 m n. m.), na jihozápadě (u Všenor) vrchol Kámen (415 m n. m.), nad Berounkou naproti Dolním Mokropsům ostrohy Kazín (233 m n. m.) a Humenská (246 m n. m.).
Na území Jíloviště, u silnice č. II/102 na břehu Vltavy, stojí v těsném sousedství zástavby osady Strnady, patřící do pražské Zbraslavi, objekt Výzkumného ústavu lesního hospodářství a myslivosti. Tomuto ústavu patří i část lesních pozemků na vltavské straně jílovišťského hřebene. Od výzkumného ústavu jezdí přívoz přes Vltavu do Vraného. Část Strnad spadající do Jíloviště je statisticky evidována jako základní sídelní jednotka Strnady II.
V údolí Berounky patří do území Jíloviště například skalní ostroh Kazín (přilehlá stejnojmenná chatová osada však již patří do pražských Lipenců). Od Kazína jezdil donedávna přívoz přes Berounku, uvažuje se o jeho obnovení v rámci PID.

## Slavní rodáci a obyvatelé
- V obci v mládí žila Blanka Vikusová, česká herečka, jedna ze zakládajících členů Divadla S.K. Neumanna, dnes Divadla pod Palmovkou.
- Ve třicátých letech dvacátého století v Jílovišti pobývala slavná ruská básnířka Marina Cvetajevová – jedna z největších a nejoriginálnějších básnířek 20. století, autorka pronikavých filozofických a literárněhistorických studií, přítelkyně velkých duchů Evropy, R. M. Rilka, Majakovského a Pasternaka...

## Pamětihodnosti
- Hradiště Kazín, archeologické naleziště na ostrohu nad Berounkou
- Hradiště Pod Humenskou, archeologické naleziště
- Závod Zbraslav – Jíloviště (od roku 1908)

## Doprava
Dopravní síť
- Pozemní komunikace – Obec Jíloviště protíná dálnice D4 s exitem 10 (Jíloviště).

- Železnice – Železniční trať ani stanice na území obce nejsou.

Veřejná doprava 2011
- Autobusová doprava – Z obce vedly autobusové linky např. do těchto cílů: Dobříš, Hradištko, Mníšek pod Brdy, Neveklov, Nový Knín, Praha, Sedlčany.